# Loests Hof

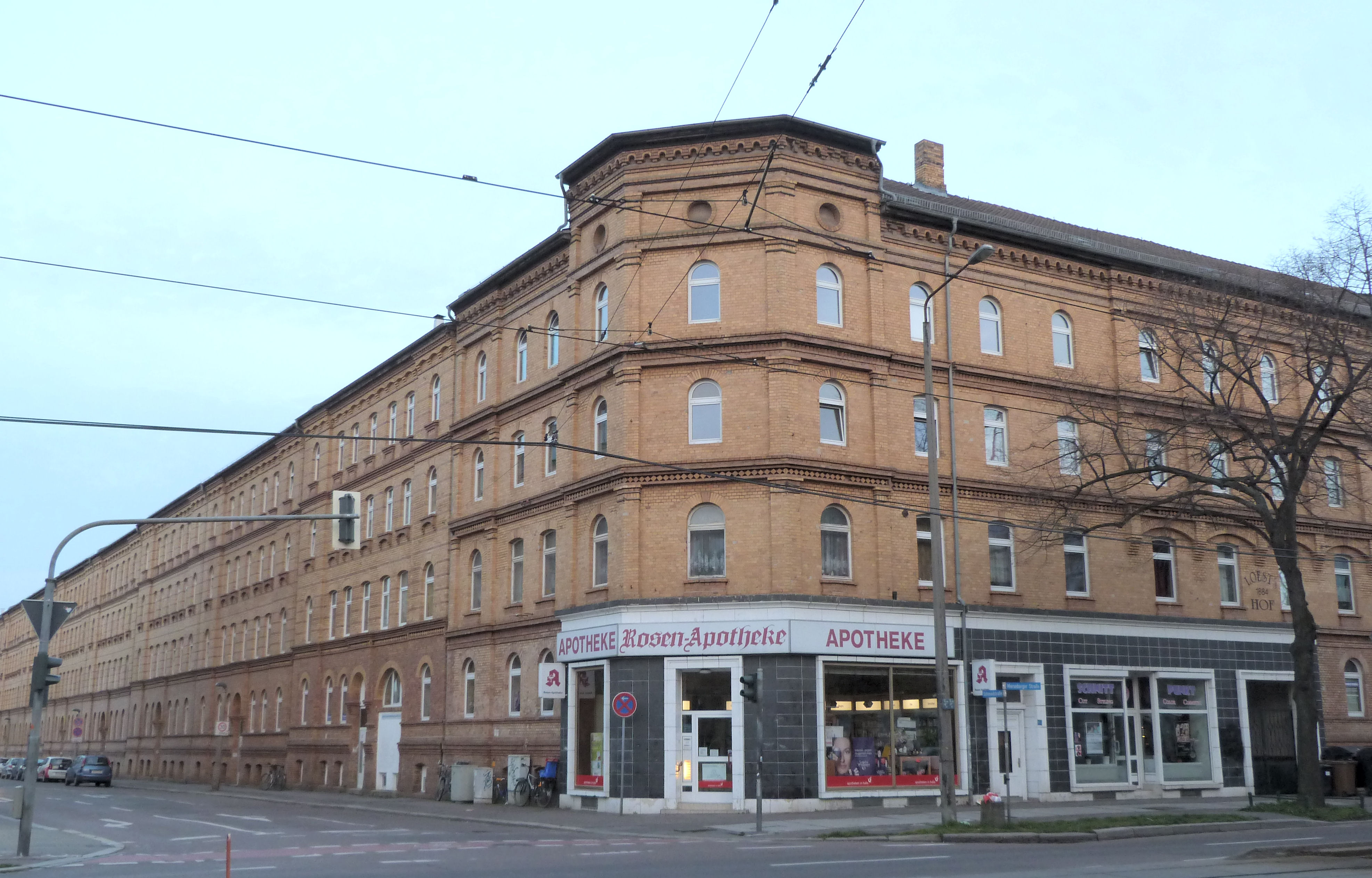
Loests Hof

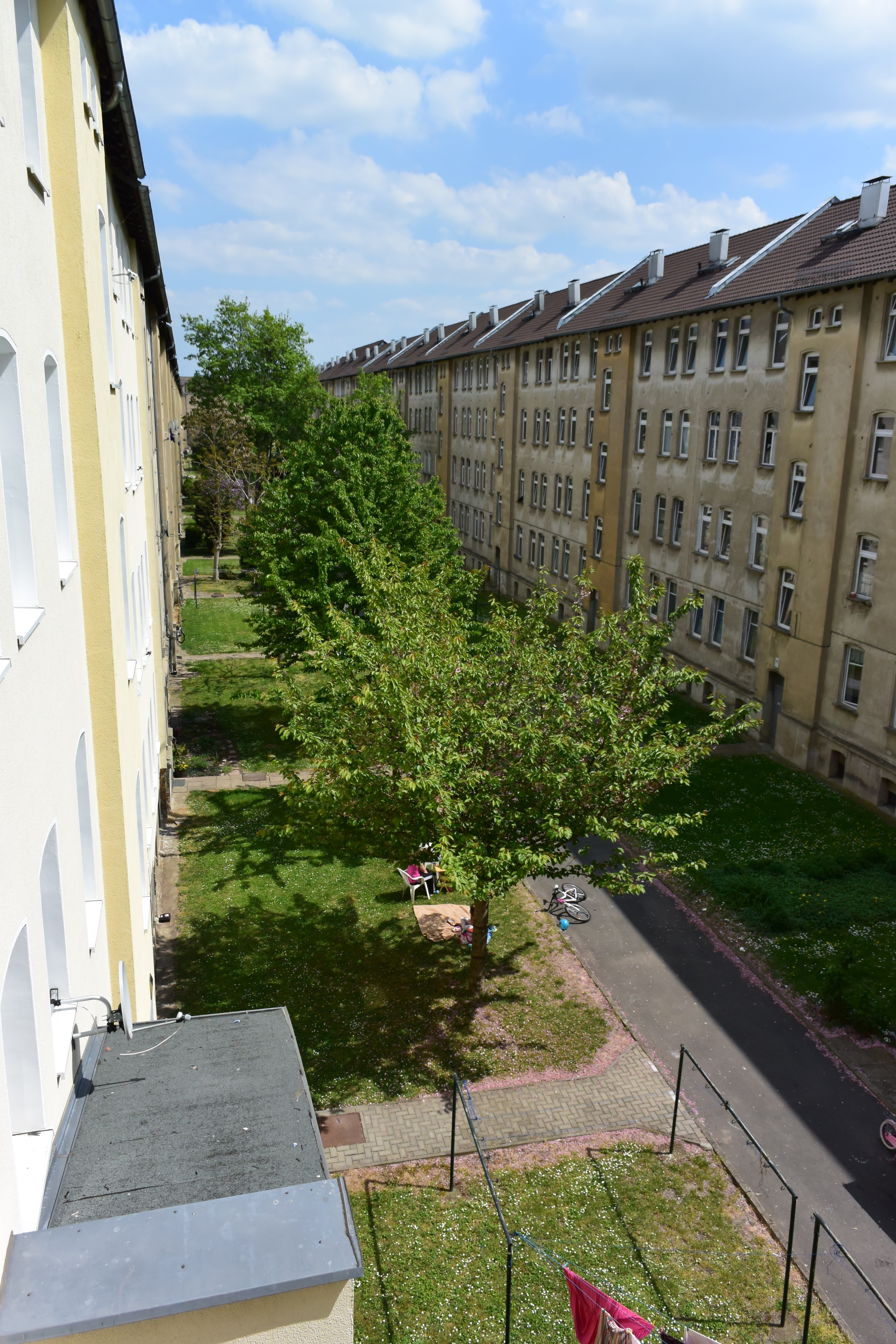
Loests Hof, Innenhof

Der Loests Hof in der Merseburger Straße 101–103, Schmiedstraße 19–37 und Schlosserstraße 1–17 in Halle (Saale) ist ein extremes Beispiel dichter Wohn- und Fabrikationsraumbebauung, der sogenannten Mietskaserne. 
Der Gewerbehof war zugleich Arbeitsraum, Ankunftsort der Post- und Fuhrwerke, Lagerraum für Rohstoffe, Produktions- und Wohnort. Man konnte so im selben Haus wohnen und arbeiten. 
Der Loests Hof wurde von 1884 bis 1890 vom Bauunternehmer Rudolf Loest errichtet und gilt mit einer Länge von 250 Metern bei vier Stockwerken und geschlossener Blockrandbebauung als eine der größten jemals errichteten Mietskasernen in Deutschland. Die durchschnittliche Belegungszahl pro Wohneinheit betrug sechs Personen, insgesamt wohnten einst 2700 Menschen in 408 Wohnungen im Loests Hof. Der Hof war ursprünglich eng bebaut mit Ställen, Schuppen und Gewerbebetrieben. 
Der Loests Hof gilt als Paradebeispiel der städtebaulich und hygienisch problematischen Mischkultur der gründerzeitlichen Arbeiterviertel und ist einer der letzten vollständig erhaltenen seiner Art.
Eine Architektur wie der Loests Hof im Süden Halles repräsentiert in ihrem rohen Backsteinfunktionalismus bei gleichzeitiger großer gestalterischer Ambition geradezu idealtypisch den berüchtigten Typus des Massenwohnungsbaus im späten 19. Jahrhundert.